# Albano Olivetti
Pour les articles homonymes, voir Olivetti.
Albano Olivetti, né le 24 novembre 1991 à Haguenau, est un joueur de tennis français, professionnel depuis 2010.
Albano Olivetti a remporté deux tournois ATP en double en 2024 avec Yuki Bhambri et il a atteint dix autres finales en double sur le circuit principal. Son palmarès comporte également 24 tournois Challenger en double entre 2012 et 2013, six tournois Futures en simple entre 2010 et 2018 et 28 en double entre 2010 et 2019.

## Carrière
Formé au pôle France de l'INSEP entre 2007 et 2010, il s'entraîne par la suite au Centre national d'entraînement à Roland-Garros avec Laurent Raymond. Il fait ses débuts en Grand Chelem lors des qualifications des Internationaux de France de 2011.
Il se fait connaître en 2012 lorsque, alors qu'il est issu des qualifications et classé 388e mondial, il atteint les quarts de finale de l'Open 13 de Marseille après avoir battu le no 8 mondial Mardy Fish (6-3, 3-6, 6-3). Il réédite une performance similaire deux ans plus tard à Montpellier avec un nouveau quart de finale grâce à des victoires sur Kenny de Schepper et l'ancien no 3 Nikolay Davydenko qui joue alors l'un de ses derniers tournois (7-65, 65-7, 7-5).
Sur le circuit Challenger, il parvient en finale à Ségovie en 2012 et 2013. Cette année-là, il se qualifie pour l'US Open où il est battu au premier tour par Stéphane Robert. Il atteint son meilleur classement, un 161e rang, en mai 2014, mais il est contraint de suspendre sa carrière quelques semaines plus tard en raison d'une hernie discale. À son retour après un an et demi d'absence, il sort des qualifications du tournoi de Wimbledon alors qu'il est classé 793e à l'ATP. Il est battu par l'Australien Matthew Barton sur le score de 67-7, 7-65, 6-3, 65-7, 14-12 malgré 56 aces.
Depuis 2020, il joue principalement en double. Il dispute sa première finale sur le circuit ATP à Båstad en 2021 avec Andre Begemann et remporte ses deux premiers titres en 2024 avec l'Indien Yuki Bhambri.
Mesurant 2,03 m pour 104 kg, son jeu est principalement basé sur son service puissant dont la vitesse dépasse parfois les 230 km/h. Son record, établi à 254 km/h en Challenger, n'a toutefois pas été homologué.

## Palmarès

### Titres en double messieurs
| No | Date       | Nom et lieu du tournoi       | Catégorie | Dotation  | Surface      | Partenaire   | Finalistes                      | Score            |          |
| -- | ---------- | ---------------------------- | --------- | --------- | ------------ | ------------ | ------------------------------- | ---------------- | -------- |
| 1  | 15-04-2024 | BMW Open Munich              | ATP 250   | 579 320 € | Terre (ext.) | Yuki Bhambri | Andreas Mies Jan-Lennard Struff | 7-66, 7-65       | Parcours |
| 2  | 15-07-2024 | EFG Swiss Open Gstaad Gstaad | ATP 250   | 579 320 € | Terre (ext.) | Yuki Bhambri | Ugo Humbert Fabrice Martin      | 3-6, 6-3, [10-6] | Parcours |

### Finales en double messieurs
| No | Date       | Nom et lieu du tournoi              | Catégorie | Dotation    | Surface      | Vainqueurs                    | Partenaire               | Score             |          |
| -- | ---------- | ----------------------------------- | --------- | ----------- | ------------ | ----------------------------- | ------------------------ | ----------------- | -------- |
| 1  | 12-07-2021 | Nordea Open Båstad                  | ATP 250   | 419 470 €   | Terre (ext.) | Sander Arends David Pel       | Andre Begemann           | 4-6, 2-6          | Parcours |
| 2  | 06-02-2023 | Open Sud de France Montpellier      | ATP 250   | 562 815 €   | Dur (int.)   | Robin Haase Matwé Middelkoop  | Maxime Cressy            | 7-64, 4-6, [10-6] | Parcours |
| 3  | 29-01-2024 | Open Sud de France Montpellier      | ATP 250   | 579 320 €   | Dur (int.)   | Sadio Doumbia Fabien Reboul   | Tristan-Samuel Weissborn | 65-7, 6-4, [10-6] | Parcours |
| 4  | 19-05-2024 | Open Parc Auvergne-Rhône-Alpes Lyon | ATP 250   | 579 320 €   | Terre (ext.) | Harri Heliövaara Henry Patten | Yuki Bhambri             | 3-6, 7-64, [10-8] | Parcours |
| 5  | 18-09-2024 | Chengdu Open Chengdu                | ATP 250   | 1 171 655 $ | Dur (ext.)   | Sadio Doumbia Fabien Reboul   | Yuki Bhambri             | 6-4, 4-6, [10-4]  | Parcours |
| 6  | 04-11-2024 | Moselle Open Metz                   | ATP 250   | 579 320 €   | Dur (int.)   | Sander Arends Luke Johnson    | Pierre-Hugues Herbert    | 6-4, 3-6, [10-3]  | Parcours |

## Parcours dans les tournois duGrand Chelem

### En simple
| Année | Open d'Australie | Open d'Australie | Internationaux de France | Internationaux de France | Wimbledon       | Wimbledon      | US Open         | US Open         |
| ----- | ---------------- | ---------------- | ------------------------ | ------------------------ | --------------- | -------------- | --------------- | --------------- |
| 2013  | —                | —                | —                        | —                        | —               | —              | 1er tour (1/64) | Stéphane Robert |
| 2014  | —                | —                | 1er tour (1/64)          | J.-L. Struff             | —               | —              | —               | —               |
|       |                  |                  |                          |                          |                 |                |                 |                 |
| 2016  | —                | —                | —                        | —                        | 1er tour (1/64) | Matthew Barton | —               | —               |

N.B. : à droite du résultat se trouve le nom de l'ultime adversaire.

### En double messieurs
| Année | Open d'Australie                                                                      | Open d'Australie                                                                    | Internationaux de France                                                               | Internationaux de France                                                            | Wimbledon | Wimbledon | US Open | US Open |
| ----- | ------------------------------------------------------------------------------------- | ----------------------------------------------------------------------------------- | -------------------------------------------------------------------------------------- | ----------------------------------------------------------------------------------- | --------- | --------- | ------- | ------- |
| 2011  | —                                                                                     | —                                                                                   | 2e tour (1/16) K. de Schepper \|\| style="text-align:left;" \| R. Lindstedt H. Tecău   | —                                                                                   | —         | —         | —       |         |
| 2012  | —                                                                                     | —                                                                                   | 1er tour (1/32) P-H. Herbert \|\| style="text-align:left;" \| Björn Phau A. Shamasdin  | —                                                                                   | —         | —         | —       |         |
| 2013  | —                                                                                     | —                                                                                   | 1er tour (1/32) M. Teixeira \|\| style="text-align:left;" \| R. Bautista D. Gimeno     | —                                                                                   | —         | —         | —       |         |
| 2014  | —                                                                                     | —                                                                                   | 1er tour (1/32) P-H. Herbert \|\| style="text-align:left;" \| F. López J. Melzer       | —                                                                                   | —         | —         | —       |         |
|       |                                                                                       |                                                                                     |                                                                                        |                                                                                     |           |           |         |         |
| 2016  | —                                                                                     | —                                                                                   | 1er tour (1/32) T. Lamasine \|\| style="text-align:left;" \| I. Dodig M. Melo          | —                                                                                   | —         | —         | —       |         |
| 2017  | —                                                                                     | —                                                                                   | 1er tour (1/32) G. Barrère \|\| style="text-align:left;" \| R. Jebavý J. Veselý        | —                                                                                   | —         | —         | —       |         |
|       |                                                                                       |                                                                                     |                                                                                        |                                                                                     |           |           |         |         |
| 2020  | —                                                                                     | —                                                                                   | 1er tour (1/32) E. Couacaud \|\| style="text-align:left;" \| J. Melzer É. Roger        | Annulé                                                                              | Annulé    | —         | —       |         |
| 2021  | —                                                                                     | —                                                                                   | 1er tour (1/32) G. Barrère \|\| style="text-align:left;" \| M. Purcell L. Saville      | —                                                                                   | —         | —         | —       |         |
| 2022  | —                                                                                     | —                                                                                   | 2e tour (1/16) A. Mannarino \|\| style="text-align:left;" \| M. Granollers H. Zeballos | —                                                                                   | —         | —         | —       |         |
| 2023  | 1er tour (1/32) M. Cressy \|\| style="text-align:left;" \| J. Chardy F. Martin        | 1er tour (1/32) D. Added \|\| style="text-align:left;" \| N. Barrientos R. Galloway | 1er tour (1/32) D. Vega \|\| style="text-align:left;" \| J. Murray M. Venus            | 1/4 de finale R. Galloway \|\| style="text-align:left;" \| P.-H. Herbert N. Mahut   |           |           |         |         |
| 2024  | 2e tour (1/16) A. Göransson \|\| style="text-align:left;" \| L. Glasspool J.-J. Rojer | 1er tour (1/32) Y. Bhambri \|\| style="text-align:left;" \| John Peers R. Safiullin | 2e tour (1/16) Y. Bhambri \|\| style="text-align:left;" \| K. Krawietz Tim Pütz        | 1/8 de finale Y. Bhambri \|\| style="text-align:left;" \| M. Granollers H. Zeballos |           |           |         |         |

N.B. : le nom du partenaire se trouve sous le résultat ; les noms des ultimes adversaires se trouvent à droite.

## Victoires sur le top 10
Toutes ses victoires sur des joueurs classés dans le top 10 de l'ATP lors de la rencontre.
| Légende      |
| Grand Chelem |
| Masters 1000 |
| ATP 500      |
| ATP 250      |
| Coupe Davis  |

| # | A.O.   | Tournoi   | Année | Surface    | Adversaire | Rang | Tour | Score         |
| - | ------ | --------- | ----- | ---------- | ---------- | ---- | ---- | ------------- |
| 1 | no 388 | Marseille | 2012  | Dur (int.) | Mardy Fish | no 8 | 1/8  | 6-3, 3-6, 6-3 |

## Classements ATP en fin de saison
| Année          | 2008 | 2009 | 2010 | 2011 | 2012 | 2013 | 2014 | 2015 | 2016 | 2017 | 2018 | 2019 | 2020 | 2021 | 2022 | 2023 | 2024 |
| Rang en simple | –    | 1779 | 667  | 409  | 220  | 249  | 300  | –    | 326  | 368  | 395  | 840  | 921  | 1130 | 977  | 1485 | –    |
| Rang en double | 1311 | –    | 754  | 245  | 186  | 363  | 278  | –    | 115  | 248  | 295  | 270  | 156  | 118  | 66   | 57   | 44   |

Source : (en) Classements de Albano Olivetti sur le site officiel de la Fédération internationale de tennis